# 達奇內克 (新澤西州默瑟縣)
達奇內克（英語：Dutch Neck）是位於美國新澤西州默瑟縣的非建制地區。

## 歷史
達奇內克的郵局於1851年設立，其後於1966年停運。

## 地理
達奇內克所處的海拔為高於海平面32米（即105英呎），而該地所採用的時區為UTC-5，即北美东部时区（EST）。同時該地設有夏令時間，為UTC-5調快一小時，即UTC-4（EDT）。